# جان ماري دوراند
جان ماري دوراند (بالفرنسية: Jean-Marie Durand)‏ هو عالم آشوريات وبروفيسور فرنسي، ولد في 13 نوفمبر 1940.